# Hydroides perezi
Hydroides perezi är en ringmaskart som beskrevs av Fauvel 1918. Hydroides perezi ingår i släktet Hydroides och familjen Serpulidae.
Artens utbredningsområde är Röda havet. Inga underarter finns listade i Catalogue of Life.